# Santiago (Cusco)
Santiago é um dos 8 distritos da Província de Cusco, situada no Departamento de Cusco, pertencente a Região Cusco, Peru.

## Transporte
O distrito de Santiago é servido pela seguinte rodovia:
- CU-117, que liga o distrito de Checacupe à cidade de Cusco[2][3][4]